# SUNSHOW GROUP

SUNSHOW GROUP（サンショウグループ）は、岐阜県岐阜市に本社を置く三承工業株式会社を中心とした建築、建設企業グループである。新築注文住宅を提供する建築事業、新築・建築・リフォーム、土木工事業、管工事業、造園工事業など多くの事業を手掛けており、グループを通して多角的サービスを提供している。

## 三承工業株式会社
岐阜県岐阜市に2006年設立。新築注文住宅を提供する建築事業を中心に、新築・建築・リフォームの他、土木工事業、管工事業、造園工事業など多角的な事業を手掛ける。

### 年表
- 1999年~2011年　西岡興業創業、プラント工事事業部 発足、外構事業部•土木工事 請負開始、名古屋西スタジオ オープン
- 2012年　自社ブランド SUNSHOW夢ハウス提供開始、クレド・リノベーション 子会社化
- 2013年　風土改革推進スタート、カンガルー出勤・ノー残業デー開始、代表自らがトイレ掃除を開始
- 2014年　設計事務所「夢工房」開設、女性管理職 誕生、SUNSHOW夢ハウス 美濃加茂支店 開設
- 2015年　働き方改革推進スタート、就業規則の見直し、インターンシップ開始、チーム夢子 誕生
- 2016年　ダイバーシティ構築開始、女性支援団体との連携 ママが住みたい家 モデル化、熊本市被災地応急工事
- 2017年　岐阜県 子育て支援エクセレント認定企業、岐阜市 男女共同参画優良事業者、厚生労働省 働き方改革推進認定企業事務所
- 2018年　第2回ジャパンSDGsアワード特別賞、SUNSHOW.BASE開設、厚労省 働き方改革認定企業、外務省 SDGs貢献コミット企業
- 2019年　SUNDAYsGOOD開設、SDGsバッジ販売によるひとり親家庭支援活動開始、創業20周年[2]

## 株式会社バリュークリエイション
2019年、日本青年会議所 副会頭を務めた須山裕史と立ち上げ。